# Эка (организация)
Межрегиональная экологическая общественная организация «Эка» — российская экологическая организация, основанная в 2010 году. Организация занимается просветительской деятельностью в сфере экологии.

## Экологические проекты

### Программы по лесовосстановлению
В 2020 году организацией в пятый раз была проведена акция «Лес вместо букета», предусматривающая высаживание деревьев вместо букета учителям 1 сентября. Суммарно в рамках многолетней акции было высажено 100 тысяч деревьев.
Всего за период существования проекта было посажено более 10 млн саженцев.

### Образовательные проекты
В 2020 году организация совместно с WWF России провела онлайн-квест «Другая планета» с целью формирования экологического мышления среди молодежи и привлечения внимания к «зеленым» профессиям.
Также в 2020 году организация запустила игру, обучающую концепции Zero Waste и раздельному сбору мусора.
Каждый месяц организация запускает мероприятие «Единый день действий», посвященной определённому разделу экологии.